# Aspeland

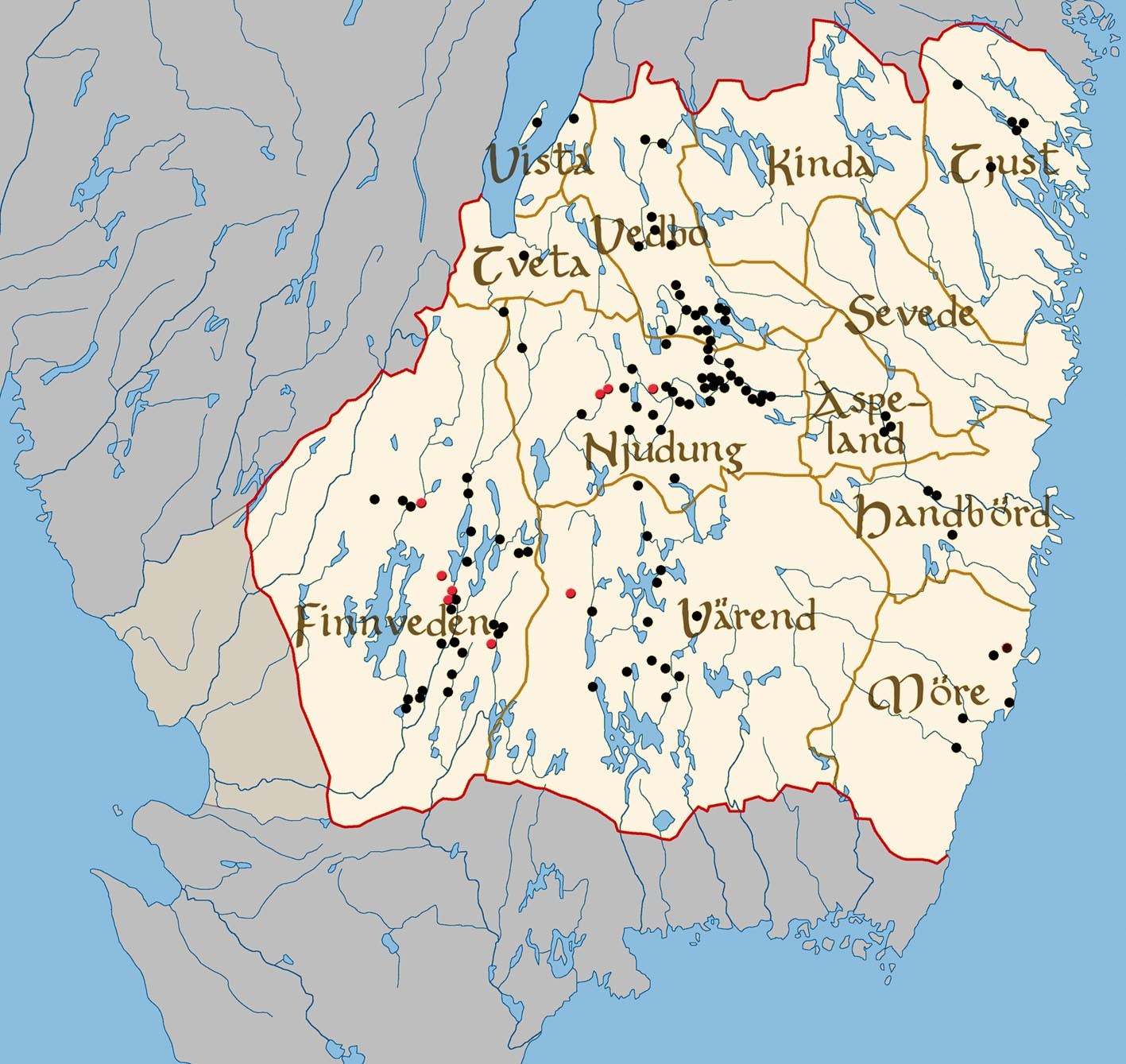
De olika bygderna i vikingatidens Småland. Röda och svarta punkter anger landskapets runstenar. Röda punkter visar på runstenar med texter om långväga färder.

Aspeland var ett av de små landen som så småningom kom att bilda Småland.
En stor del av Hultsfreds kommun ligger idag inom det område som omfattade Aspeland, dock inte centralorten Hultsfred vilken ligger inom Sevedes område.